# Christoph Ernst Friedrich Weyse

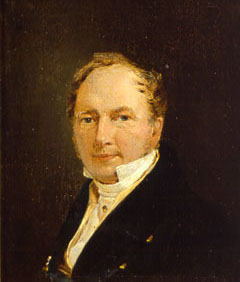
Christoph Ernst Friedrich Weyse.

Christoph(er) Ernst Friedrich Weyse (Altona, 5 de marzo de 1774 – Copenhague, 8 de octubre de 1842) Organista y compositor danés. Nació en Altona, ahora en territorio alemán, pero danés en el momento de su nacimiento. Estudió música con Johann Abraham Peter Schulz en Copenhague. En 1794, fue nombrado organista de la Iglesia Reformada en la misma ciudad y ocupó el mismo cargo en la Catedral de Nuestra Señora de Copenhague después de 1805. En 1819, fue nombrado compositor de la corte.
Es conocido principalmente por sus obras vocales, que incluyen numerosos singspiel, un arreglo del Te Deum y del Miserere, una cantata y, sobre todo, por sus lieder sobre poemas de Matthias Claudius, Johann Heinrich Voss y Ludwig Heinrich Christoph Hölty. También compuso siete sinfonías y numerosas piezas para piano solo.

## Singspiel
- Sovedrikken (1809)
- Faruk (1812)
- Ludlam's hule (1816)
- Floribella (1825)
- Et eventyr i Rosenborg Have (1827)
- Festen på Kenilworth (1836)

## Otros proyectos
- Wikimedia Commons alberga una categoría multimedia sobre Christoph Ernst Friedrich Weyse.

- Datos: Q707924
- Multimedia: Christoph Ernst Friedrich Weyse / Q707924